# Kampor
Kampor – wieś w Chorwacji, w żupanii primorsko-gorskiej, w mieście Rab. Leży na wyspie Rab. W 2011 roku liczyła 1173 mieszkańców.

## Zabytki
- klasztor franciszkanów Św. Eufemii, patronki miasta
- muzeum etnograficzne
- jedna z najstarszych bibliotek w tej części Adriatyku.